# Mongaguá (kommun)
Mongaguá är en kommun i Brasilien.   Den ligger i delstaten São Paulo, i den sydöstra delen av landet, 900 km söder om huvudstaden Brasília. Antalet invånare är 46 310.
Följande samhällen finns i Mongaguá:
- Mongaguá